# Абдус Салам
Абдус Сала́м (англ. Abdus Salam; 29 січня 1926, Джанг, Британська Індія (нині Пакистан) — 21 листопада 1996, Оксфорд, Велика Британія) — пакистанський фізик-теоретик, лауреат Нобелівської премії з фізики за 1979 рік (спільно з Шелдоном Глешоу та Стівеном Вайнбергом).

## Коротка біографія
У 1946 році закінчив Урядовий коледж Пенджабського університету в Лахорі, вступив до Кембриджського університету в Англії. В 1949 році захистив магістерську дисертацію. В 1952 році захистив докторську дисертацію з квантової електродинаміки. 1951 року Салам став професором математики Пакистанського Урядового коледжу.
У 1954 році повернувся в Кембридж на посаду лектора з математики, а в 1957 у став професором кафедри теоретичної фізики Імперського коледжу в Лондоні. Від 1961 року був радником з науки президента Пакистану.
Від 1964 по 1993 роки був директором Міжнародного центру теоретичної фізики в Трієсті (Італія), до створення якого доклав великі зусилля. Від 1964 по 1975 роки він був членом, а в 1971–1972 роках — головою Консультативного комітету ООН з науки і техніки.
Від середини 1950-х років Салам працював над єдиної теорією фундаментальних взаємодій, намагаючись об'єднати електромагнетизм із сильними та слабкими взаємодіями. Використовуючи принцип калібрувальної інваріантності, запропонований Ш. Глешоу, він у 1968 році (незалежно від Стівена Вайнберга) побудував теорію, що об'єднує слабкі й електромагнітні взаємодії в єдину електрослабку взаємодію, і передбачив, що переносниками слабкої взаємодії є (на той час ще не відкриті) заряджені частинки W + ,W —  і нейтральна частка Z 0  (відкриті в 1983).

## Нагороди
У 1979 році «за внесок у побудову об'єднаної теорії слабких і електромагнітних взаємодій між елементарними частками, у тому числі за передбачення слабких нейтральних струмів» спільно з С. Вайнбергом і Ш. Глешоу Салам був удостоєний Нобелівської премії з фізики. Крім Нобелівської премії, Салам був удостоєний премії «Атоми для миру» (1968), нагороджений медаллю Максвелла Лондонського фізичного товариства (1961), медаллю Х'юза (1964), Королівської медаллю Лондонського королівського товариства (1978), золотою медаллю Ломоносова АН СРСР (1983) та багатьох інших нагород. Був членом академій наук багатьох країн, у тому числі іноземним членом Академії наук СРСР.